# Erich Rußek

Erich Rußek

Erich Rußek, auch Erich Russek, (* 8. Juni 1893 in Hindenburg; † Januar 1945 in Mokrau) war ein deutscher Politiker (NSDAP).

## Leben
Rußek wurde 1893 als Sohn einer evangelischen Familie in Schlesien geboren. Er besuchte die Volksschule in Zabrze. Anschließend absolvierte er eine kaufmännische Lehre und besuchte er die kaufmännische Fortbildungsschule Donnersmarckhütte. Danach arbeitete er als Angestellter in Hindenburg und Kattowitz. Seit 1910 war er Mitglied im DHV.
Von 1914 bis 1918 nahm Rußek als Mitglied des Infanterieregiments Nr. 262 und der Gardefernsprechabteilung 551 am Ersten Weltkrieg teil. Er wurde mit dem Eisernen Kreuz 2. Klasse sowie mit dem Schlesischen Adler 1. und 2. Klasse ausgezeichnet. Nach dem Krieg war Rußek 1919/20 im oberschlesischen Grenzschutz und in der Reichswehr tätig. Danach arbeitete er als kaufmännischer Angestellter in Kattowitz.
1923 trat Rußek, der seit 1922 verheiratet war, in die NSDAP ein und schloss sich zum 18. November 1925 der neugegründeten Partei wieder an (Mitgliedsnummer 22.124). Dem Reichstagshandbuch soll er 1926 als „letzter deutscher Staatsangehöriger“ bei der Kattowitzer Firma, für die er damals arbeitete, „abgebaut“ worden und anschließend eine Zeit lang stellungslos gewesen sein. Später arbeitete er im Stempelamt und als Handarbeiter. 1929 wurde Rußek Abgeordneter des Kreistages von Beuthen-Tarnowitz, wo er schließlich auch zum Führer der NSDAP-Fraktion berufen wurde. Zudem war er ab Mitte August 1932 NSDAP-Kreisleiter in Beuthen-Land.
Im Juli 1932 wurde Rußek als Kandidat seiner Partei für den Wahlkreis 9 (Oppeln) in den Reichstag gewählt. Sechs Monate später bei den Reichstagswahlen vom November 1932 verlor er sein Mandat wieder. Nach den Wahlen vom März 1933 konnte Rußek erneut ins Parlament einziehen, dem er in der Folge bis zum März 1936 angehörte. Im März 1933 stimmte Rußek für das Ermächtigungsgesetz. Bei der Reichstagswahl 1936 stellte er sich als Landesrat in Ratibor, Oberwallstraße 25, erneut zur Wahl, erhielt aber kein Mandat mehr.
Von April bis Juli 1933 war Rußek Mitglied des Kreisausschusses. Am 28. August 1933 wurde Rußek zum Landrat von Ratibor ernannt.